# Иметь и не иметь (фильм)
«Иметь и не иметь» (англ. To Have and Have Not) — художественный фильм режиссёра Говарда Хоукса, снятый в 1944 году на волне успеха сходной по тематике и стилистике «Касабланки». Главные роли исполнили будущие супруги — Хамфри Богарт и Лорен Бэколл, для которой роль в этом фильме стала дебютной. Несмотря на то, что фильм ожидал сдержанный приём, в общем и целом он считается ярким и характерным для Говарда Хоукса, заняв достойное место среди картин эпохи «золотого века Голливуда», что во многом было обусловлено запоминающимся рождением супружеского и актёрского союза Богарта и Бэколл.
Хотя фильм номинально основан на одноимённом романе Эрнеста Хемингуэя (1939), его сюжет имеет с ним мало общего и отражает его лишь в начале картины. Для работы над окончательным вариантом сценария был привлечён другой будущий Нобелевский лауреат по литературе — Уильям Фолкнер.

## Сюжет
События фильма происходят летом 1940 года, вскоре после падения Франции. Карибский город Фор-де-Франс на Мартинике, режим Виши. Уставшего от жизни капитана рыболовецкого судна янки-экспатрианта Гарри «Стива» Моргана, который зарабатывает на жизнь, сдавая судно в аренду туристам-любителям порыбачить, просят помочь Французскому Сопротивлению тайно переправить несколько человек на остров. Он первоначально отказывается. Вскоре арендатор судна Джонсон гибнет от шальной пули, не успев отдать Моргану долг.
Владелец отеля Жерар по кличке Френчи (лидер Сопротивления) просит Гарри одолжить ему судно на одну ночь для транспортировки членов организации. Сломленный Гарри соглашается перевезти на Мартинику Элен и Поля де Бюрсак. Тем временем у Гарри развивается роман с американкой Мэри «Худышкой» Браунинг.
За судном Гарри, забравшего Элен и Поля, следует патрульный катер. Прежде чем удаётся бежать, Поль получает ранение. Гарри удивлён, что Мэри осталась на Мартинике, чтобы быть с ним. По просьбе Френчи Гарри вытаскивает пулю из плеча Бюрсака и узнаёт, что де Бюрсакам поручено устроить побег человека с Чёртова острова. Они просят Гарри о помощи, но тот отказывается.
Позже полиция, узнавшая ночью лодку Гарри, объявляет, что у них содержится под стражей алкоголик Эдди, приятель Гарри, и что они вынудят его сказать правду. Под дулом пистолета Гарри заставляет капитана полиции Ренара освободить Эдди и подписать пропуска, чтобы он смог взять де Бюрсаков на Чёртов остров. Мэри прощается со своим другом — пианистом Крикетом. Вместе с ней и своим верным другом Эдди Морган покидает город и готовится отплыть на остров Дьявола, чтобы там попытаться освободить руководителя Сопротивления.

## В ролях
- Хамфри Богарт — Гарри «Стив» Морган
- Лорен Бэколл — Мэри «Худышка» (Слим) Браунинг
- Уолтер Бреннан — Эдди
- Долорес Моран — мадам Элен де Бюрсак
- Шелдон Леонард — лейтенант Койо
- Уолтер Сурови[англ.] — Поль де Бюрсак
- Марсель Далио — Жерар (Френчи)
- Уолтер Сэнд — Джонсон
- Дэн Сеймур[англ.] — капитан Ренар
- Альдо Нади — охранник Ренара

## Создание

### Сценарий
В мае 1939 года Хемингуэй продал права на роман Говарду Хьюзу, который в октябре 1943 года уступил права на экранизацию книги Хемингуэя прославленному режиссёру Говарду Хоуксу, который продал их Warner Bros, хорошо заработав на этом, в результате чего между ним и вспыльчивым Хемингуэем возникли разногласия и охлаждение отношений.
Высоко ценя работы Хемингуэя в целом, Хоукс считал роман «Иметь и не иметь» его худшей книгой, называл её «кучей хлама», и говорил об этом автору; над сюжетом фильма Хоукс и Хемингуэй работали вместе. В фильме сохраняется название, имена и характеристики некоторых персонажей, но сюжет фильма в целом следует роману на одну пятую (начало) и имеет сходство только с первыми четырьмя главами книги.
Действие картины перенесено с Кубы на Мартинику, чтобы не раздражать правительство Франклина Рузвельта, проводившее политику «доброго соседа» и потому не желавшее, чтобы Кубу демонстрировали в неприятном свете. Далее сценарий писался Жюлем Фёртманом, который закончил его 12 октября 1943 года; его работа по своим качествам скорее походила на роман, чем на сценарий фильма. К концу декабря Фёртман завершил работу над вторым вариантом сценария, сведя прежние 207 страниц к 60. После очередных указаний режиссёра Фёртман продолжил работать над сценарием в течение января и февраля 1944 года, а также привлёк к этой работе Клива Ф. Адамса и Уитмена Чемберса. Работа над этим вариантом сценария была завершена в середине февраля 1944 года.
22 февраля 1944 года для работы над сценарием был нанят Уильям Фолкнер, крупнейший американский писатель и литературный соперник Хемингуэя. Таким образом, в титрах фильма появляются сразу два будущих Нобелевских лауреата по литературе (после просмотра фильма Хемингуэй иронически заметил, что от него самого в фильме осталась только фамилия в титрах).
Фолкнер в письме литературному агенту Гарольду Оберу изложил предысторию создания сценария этого фильма:
Хоукс был на Кубе у своего друга Эрнеста Хемингуэя. В разговоре Хемингуэй обронил, что он нуждается в деньгах, и Хоукс стал его уговаривать приехать в Голливуд. Хемингуэй отказался. Тогда Хоукс предложил: „Я возьму твою самую плохую книгу и сделаю из неё хороший фильм, и ты заработаешь деньги“. — „А какая моя книга самая плохая?“ — поинтересовался Хемингуэй. „Иметь и не иметь“, — ответил Хоукс. Хемингуэй согласился продать ему право экранизации, и Хоукс начал работать над фильмом, потребовав Фолкнера в качестве сценариста.
Считается, что привлечение к экранизации Фолкнера, страдавшего от алкоголизма и нуждавшегося в деньгах, было вызвано тем, что он уже работал с Хоуксом и у них установились приятельские отношения, они вместе ходили на охоту. Фолкнер читал Говарду свои новые произведения и даже одалживал у него деньги. Как утверждается, Хоукс был единственным режиссёром, с которым тогда согласился работать писатель. Фолкнер сотрудничал с Голливудом с 1932 года и принимал участие в создании нескольких популярных фильмов, но в целом по различным причинам не смог там себя реализовать в полной мере: «Моё дело писать книги, а не ваши сценарии», говорил он. Также Фолкнер признавался, что для него работа в кинематографе представляет собой что-то вроде сделки и компромисса: «кто-то берёт, кто-то отдаёт», но у него остались самые благоприятные впечатления от сотрудничества с Хамфри Богартом, с которым он позже работал над картиной «Глубокий сон» (1946). Когда Фолкнер написал сценарий по книге Стивена Лонгстрита «Конская тропа», главную роль в нём должен был сыграть Богарт, однако позже его заменили на Рональда Рейгана. Картина получилась малоудачной и один нью-йоркский критик даже написал в своей статье, что понравиться она может разве что лошадям. В ответ на эту статью Фолкнер послал Рейгану телеграмму: «Моей лошади фильм не понравился».

### Съёмки
Съёмки фильма начались весной 1944 года, когда было написано всего 36 страниц окончательного сценария, который был закончен к 22 апреля, и завершились 10 мая 1944 года.
Хоукс работал с воодушевлением, каждое утро устраивал репетиции, на которых сначала актёры читали текст, затем эпизод проигрывался до тех пор, пока сцена не устраивала Хоукса. Режиссёр был известен своим оригинальным поведением. Так, когда кто-нибудь из продюсеров приходил посмотреть, что происходит на съёмочной площадке, он сразу объявлял перерыв и продолжал работу только после ухода посетителей. Говард признавался, что позаимствовал этот трюк у Джона Форда.
Когда в 1948 году Джон Хьюстон некоторое время находился в затруднительном положении и не мог подобрать финал для своего фильма «Ки-Ларго» с Богартом и Бэколл в главных ролях, Хоукс «подарил» ему завершающую сцену на лодке из романа Хемингуэя, которую не стал включать в свою картину.

### Богарт и Бэколл
Кинодебют 19-летней Лорен Бэколл считается одним из самых эффектных в истории кино. Жена режиссёра Нэнси «Слим» Хоукс увидела её на обложке журнала Harper's Bazaar и показала фото мужу, который попросил своего помощника узнать о ней больше, но тот его, видимо, недопонял и послал Бэколл билет, чтобы она могла приехать в Голливуд на прослушивание. После состоявшейся встречи Хоукс подписал с ней семилетний контракт с еженедельной зарплатой в 100 долларов.
На съёмках, несмотря на неодобрение Хоукса, стал развиваться роман Бэколл с Богартом; режиссёр, видимо, тоже был увлечён Бэколл (обычно он избегал своих актрис). Хоукс говорил ей, что она ничего не значит для Богарта, и даже пугал тем, что отправит её на «Monogram», имеющую репутацию худшей студии Голливуда. Разногласия сумел урегулировать Джек Уорнер, после чего съёмки пошли своим чередом. Роль Бэколл была значительно расширена, чтобы использовать в интересах фильма её отношения с Богартом.
Через год Богарт развёлся со своей третьей женой, Майо Метот, и в мае 1945 года женился на Бэколл. Хамфри подарил жене золотой свисток, что является отсылкой к знаменитой фразе актрисы в фильме: "…Не нужно ничего говорить и ничего делать. Совсем ничего. Или, может быть… просто свистни! Ты ведь умеешь свистеть?". Их диалог полон двусмысленных выражений, наподобие непристойного каламбура: «You know how to whistle, don’t you, Steve? You just put your lips together and… blow». Позднее супруги вместе сыграли в фильмах «Глубокий сон», «Чёрная полоса» и «Ки-Ларго». После этого фильма они стали называть друг друга «Стив» и «Слим» по именам сыгранных ими персонажей.
Бэколл сама исполняет звучащие в фильме песни. В кадре ей аккомпанирует популярный в своё время композитор Хоуги Кармайкл. Необычно низкий тембр голоса актрисы породил слухи о том, что её вокальные партии исполнил мужчина; чаще других называлось имя Энди Уильямса. Бэколл и другие участники съёмок категорически опровергали эти слухи.
В своей автобиографии (англ. By Myself and Then Some, 1978) актриса подробно рассказывает о приезде в Голливуд, знакомстве с Хоуксом и Богартом, съёмках в фильме и царившей там атмосфере. Она отмечала, что в окончательный вариант фильма вошли различные предложения, поступавшие с самых разных сторон. Так, по поводу происхождения жеста, ставшего впоследствии знаменитым, она вспоминала следующее:
[Богарт] рассказал Говарду, что однажды видел, как Лунты использовали в пьесе жест, который, на его взгляд, прекрасно подошёл бы для наших персонажей. После поцелуя я должна была провести тыльной стороной ладони по его небритой щеке, затем дать ему легкую пощёчину. Это был очень игривый, интимный жест. И в нём было больше силы, чем если б мы повалили друг друга на землю.
Богарт умер 14 января 1957 года от рака, актриса скрывала от него этот диагноз и была с ним до последней минуты. В руку умершего она вложила тот самый золотой свисток, который он подарил ей на память о съёмках в их первом фильме.

## Приём и критика
Фильм был выпущен в прокат 11 октября 1944 года и попал в тридцатку самых кассовых фильмов года, собрав более 3 650 000 долларов в США и более 1 600 000 долларов за рубежом, что было сопоставимо с кассой «Касабланки», с которой его часто сравнивали. «Иметь и не иметь» встретил сдержанный приём, звучали и нелестные оценки, в частности в связи с тем, что он соответствовал бестселлеру Хемингуэя только первые 15 минут.
В американской критике отмечается, что «Иметь и не иметь» представляет собой ещё более романтичную и оптимистичную картину, чем «Касабланка», в которой на первый план выдвинута любовь, вытесняющая события Второй мировой войны на периферию действия: «В отличие от Рика (Богарт) и Ильзы (И. Бергман), Гарри и Слим спасают друг друга от одиночества и остаются вместе, поскольку хотят трудиться, чтобы победить войну». Главная героиня в исполнении Бэколл очень характерна для «мира» героев и образов Хоукса, она не является безучастной «домашней» женщиной, а выступает с активной позиции, поэтому она такая дерзкая и бесстрашная, вся под стать герою Богарта: «Она не только любима, но и соратник». Вместе с тем фильм имеет много общих черт с «Касабланкой». В частности, здесь Богарт также играет американца-экспатрианта, проживающего на территории французской колонии, равнодушного к политике, но в дальнейшем оказавшегося замешанным в местные политические интриги и связавшего свой путь с деятельностью французского Сопротивления. Одним из важных мест, где разворачивается действие ленты, также является кафе, где выступает пианист-певец.
По мнению Жака Лурселя, «Иметь и не иметь», который он характеризует как «утонченный ремейк „Касабланки“», является одним из наиболее характерных фильмов для Говарда Хоукса и при этом наиболее совершенным. По мнению того же автора, в сюжетном плане фильм, не злоупотребляющий какими-либо драматическими ухищрениями, во многом соответствует его следующему фильму «Глубокий сон». Так, в обоих фильмах зарождается любовь между главными героями, в обоих персонаж Богарта оказывается вовлечён в политическое действие, хотя поначалу старается не вмешиваться или относится к нему несерьёзно. В отличие от героев «Касабланки», герои фильма Хоукса живут здесь и сейчас, они совсем не думают о прошлом, при этом и будущее их мало заботит. По мнению Лурселя, для мировоззрения Хоукса-режиссёра вообще характерно жить настоящим, и в этом отношении его можно назвать «режиссёром счастья». Его настоящее, как правило, побуждает героев к активному действию и к поискам счастья, а герои ленты даже не думают о каких-либо моральных проблемах, не идут ни на какие компромиссы. Это характерно также и для актёров которые под управлением Хоукса стремятся максимально сократить расстояние между ними и их персонажами, прежде всего по характеру:
Действие, приключенческий дух, опасность, борьба добра и зла, экзотика, любовь — все ключевые понятия голливудского кино в этом фильме переосмысляются и воссоздаются красиво и элегантно, без банальности и академизма. В этой элегантной манере больше внимания уделяется персонажам, чем непосредственно сюжетам, к тому же сюжет далек от навязчивых, пусть и творчески плодотворных, идей, которые часто протаскивали в Голливуд европейцы.
Жак Риветт подчёркивал, что творчество Хоукса удивительно амбивалентно, и его в одинаковой мере можно разделить в равном соотношении на комедии и драмы, а ещё более примечательным является то, что синтез этих двух составляющих происходит таким образом, что один элемент обостряет другой и наоборот. Фильм «Иметь и не иметь» французский режиссёр относил к категории «по большей части комедийных» и особенно выделял важный эпизод в начале фильма, где показана борьба с рыбой: «Вселенная не может быть завоевана без сражения, и бой является естественным для героев Хоукса (рукопашный бой). Что ещё способствует лучшему пониманию другого человека, как не такая энергичная борьба, как эта?».
Российский киновед и критик М. С. Трофименков считает, что фильм можно охарактеризовать как экранизацию «причесанного под голливудские стандарты романа» Хемингуэя, в финале которого, в отличие от литературного источника, протагонист не умирает с пулей в животе, произнеся: «Человек один не может ни черта», а «спасает кого надо из тюрьмы и наслаждается любовью», и даже в таком виде это и так было бы отличной голливудской постановкой. Однако в отличие от других подобных голливудских «опусов» фильм выделяется на их фоне тем, что он наполнен ни с чем не сравнимой атмосферой, которая по сути превращает его в своеобразную документальную хронику любви Богарта и Бэколл: «И когда Мари говорит Гарри, что ему достаточно свистнуть, чтобы она оказалась рядом, это сама Бэколл объясняется в любви Богарту». Трофименков отмечая, что «уникальная магия» первого совместного фильма Богарта и Бэколл вызвана тем, что их экранный роман накладывается на настоящее любовное чувство: «Бэколл и Богарт уже не играют любовь, а живут ею. Но при этом они оба настолько профессиональны, что безупречно притворяются, будто их любовь — игра, да и только».